# Karyn Monk
Karyn Monk es una escritora canadiense de diez novelas románticas de 1994 a 2005, tras lo cual se ha tomado un descanso temporal para dedicarse a sus tres hijos.

## Biografía
Karyn Monk es la hija de Lorraine Spurrell y John Monk. Fue la cuarta hija del matrimonio, que ya había tenido tres hijos varones.
Licenciada por la Universidad de Toronto en Bellas Artes e Historia del Arte, se especializó en Arte Medieval. También estudió canto y adoraba el teatro. De hecho durante una representación conoció a un director musical llamado Phillip, que se convirtió en su marido.
Comenzó a escribir, y en 1994, fue publicado su primera novela, Surrender to a Stranger. Ha publicado en total 10 novelas históricas.
Karyn ha tenido tres hijos, Genevieve (1998), Carson (2001) y Adelaide (2005), tras el nacimiento de esta última decidió tomarse un descanso de su carrera literaria.

## Libros
- Surrender to a Stranger, 1994
- The Rebel and the Redcoat, 1996
- Once a Warrior, 1997
- The Witch and the Warrior, 1998
- The Rose and the Warrior, 2000
- The Prisoner, 2001
- The Wedding Escape, 2003
- My Favorite Thief, 2004
- Every Whispered Word, 2005